# Kurs akcji
Kurs akcji – bieżąca cena akcji ustalona na rynku, np. na giełdzie. Może być ustalana według ściśle określonej zasady i może obowiązywać przez pewien czas lub zmieniać się w sposób ciągły, uzależniony od podaży i popytu, po każdej transakcji.
Kurs akcji ustalany jest na giełdach papierów wartościowych metodami opartymi najczęściej na cenach lub zleceniach. Sposób ustalania kursów zależy przede wszystkim od wielkości obrotów na rynku, sposobu zorganizowania całego rynku kapitałowego oraz tradycji.
Dla rynku kierowanego cenami (np. NASDAQ), zlecenia dostosowują się do istniejącego kursu akcji, natomiast w przypadku rynku kierowanego zleceniami (np. GPW), zlecenia określają ceny papierów wartościowych.
Na giełdach światowych przeważa system oparty na zleceniach, gdzie kurs akcji jest wyznaczany w takiej wysokości, przy której nastąpi maksymalizacja obrotu (najwięcej akcji zmieni właściciela).

## Publikacja raportów finansowych
Wpływ wyników finansowych na ceny akcji spółek jest zazwyczaj znaczący. Spółki mogą doświadczać znacznego spadku (lub wzrostu) kursu akcji, jeśli ogłoszone wyniki znacznie odbiegają od oczekiwań rynku. Wyniki finansowe spółek są zwykle ogłaszane poza regularnymi godzinami sesji giełdowych. Znaczące ruchy cen mogą wystąpić podczas handlu przedsesyjnego (pre-market trading) lub posesyjnego (after-hours trading) w warunkach zmniejszonej płynności.

## Dywidenda
W spółkach publicznych (giełdowych) zmniejszanie lub niewypłacenie dywidendy zwykle wiąże się ze spadkiem cen ich akcji.